# Powiat grodzki
Powiat grodzki (powiat miejski, kalka z niem. Stadtkreis) – dawna jednostka samorządu terytorialnego istniejąca w zaborze pruskim, a następnie w odrodzonej II Rzeczypospolitej oraz (jako „powiat miejski”) w Polsce Ludowej, aż do zniesienia samorządu terytorialnego w 1950 r. W późniejszych latach była to jednostka jednolitej administracji państwowej, istniejąca aż do zniesienia szczebla powiatowego administracji w ramach reformy administracyjnej przeprowadzonej w 1975 r.
Obecnie określenie „powiat grodzki” bywa potocznym (nieoficjalnym) terminem stosowanym do miast na prawach powiatu, które wykonują zadania zarówno gminy, jak i powiatu.